# Am echad
Am echad (hebrejsky עם אחד‎, doslova „Jeden národ“) byla socialistická parlamentní politická strana v Izraeli, existující v letech 1999 až 2005.

## Historie
Strana byla založena 25. března 1999 poté, co Amir Perec, Rafik Cha'dž Jachija a Adisu M'asala opustili Stranu práce, aby založili novou stranu. V květnových parlamentních volbách, které se konaly téhož roku, strana získala 1,9 % hlasů, což odpovídalo dvěma poslaneckým mandátům, a stala se tak nejmenší parlamentní stranou, která překročila 1,5% volební práh. Mandáty si mezi sebou rozdělili Perec a Chajim Kac. Druhý zmíněný před volbami v roce 2003 přešel k Likudu.
Ve volbách v roce 2003 získal Am echad tři mandáty, které si rozebrali Perec, Ilana Kohen a David Tal. K 23. květnu 2005 se strana sloučila se Stranou práce. Tal však s tímto sloučením nesouhlasil, a tak založil vlastní stranu s názvem Noj, která se později sloučila s Kadimou.